# Human Desires
Human Desires er en britisk stumfilm fra 1924 af Burton George.

## Medvirkende
- Marjorie Daw som Joan Thayer
- Clive Brook som Georges Gautier
- Juliette Compton som Andree de Vigne
- Warwick Ward som Pierre Brandon
- Russell Thorndike som Paul Perot
- Jean de Limur som Henri Regnier